# دیدار (فیلم ۱۳۷۳)
دیدار، فیلمی به کارگردانی محمدرضا هنرمند و نویسندگی جمشید ملک‌پور، محمدرضا هنرمند محصول سال ۱۳۷۳ است.

## خلاصه داستان
دوربین ژانت پطروسی، دختر دانشجوی عکاسی، هنگام عکس گرفتن از گل‌ها و گل‌فروشی‌ها در بازار به سرقت می‌رود. امیر، جوانی که به همراه پدرش باغ گل دارند و گل‌هایشان را در آن بازار می‌فروشند دزد را تعقیب می‌کند و دوربین ژانت را پس می‌گیرد. امیر به بهانهٔ گرفتن عکس‌های چاپ‌شدهٔ خود و پدرش که توسط ژانت گرفته شده‌اند، به سراغ این دختر مسیحی می‌رود و با جدی شدن رابطه، امیر از ژانت تقاضای ازدواج می‌کند، ولی ژانت تقاضای این پسر مسلمان را نمی‌پذیرد؛ ضمن این‌که پدر و مادر او نیز با این وصلت مخالف‌اند. ماتیوس، برادر ژانت، به‌عنوان سرباز به جبهه می‌رود و اندکی بعد، امیر نیز عازم جبهه می‌شود. ژانت، که حالا به‌عنوان تنها فرزند خانه در مرکز توجه است، در یک بمباران هوایی پدر و مادرش را از دست می‌دهد، و به همراه ماتیوس که از جبهه برگشته، به شمال کشور نزد خانوادهٔ خواهر بزرگ‌ترشان می‌رود. ماتیوس که روحیهٔ حساسی دارد و از مرگ والدینش از نظر روحی به‌شدت زیادی آسیب دیده، به بهداری ارتش منتقل می‌شود. ژانت در تنهاییِ سختِ خانهٔ خواهر، به امیر نامه می‌نویسد و موافقت خود را برای ازدواج اعلام می‌کند. امیر به‌سرعت مرخصی می‌گیرد و برای برگزاری مراسم به تهران می‌آید. پس از ازدواج، به‌رغم مخالفت خواهر بزرگ‌تر ژانت و همسرش، امیر به جبهه برمی‌گردد و اسیر می‌شود. تا هشت سال بعد که امیر بازمی‌گردد، ژانت ـ که حالا «گلاب خانم» صدایش می‌زنند ـ پسر نوجوانی دارد و با وسعت دادن به گل‌فروشی، به صادرات گل نیز پرداخته است. سرانجام، با بازگشت آزادگان به وطن، امیر نیز به خانه برمی‌گردد و ژانت که با فرزندش به استقبال او رفته، پس از سال‌ها، دوربین به دست می‌گیرد و از پدر و پسر در کنار یکدیگر عکس می‌گیرد.

## جوایز
- برنده سیمرغ بلورین بهترین بازیگر نقش اول زن مینا لاکانی